# 腹斑腹链蛇
腹斑腹链蛇（学名：Hebius modesta）为水游蛇科东亚腹链蛇属的爬行动物。分布于印度、缅甸、泰国、柬埔寨、老挝、越南以及中国大陆的云南、贵州、广西等地，其标本采集自山区。其生存的海拔范围为920至2100米。该物种的模式产地在喜马拉雅山脉。

## 保护
本种于2023年被收录入《有重要生态、科学、社会价值的陆生野生动物名录》。